# Marin Šotiček
Marin Šotiček (Novo Mesto, 18 settembre 2004) è un calciatore croato, attaccante del Basilea.

## Carriera

### Club
Šotiček è cresciuto nel settore giovanile della Lokomotiva Zagabria dove ha debuttato il 29 luglio 2022 nell'incontro di Hrvatska nogometna liga perso 2-1 contro il Sebenico. Nel gennaio seguente è stato ceduto in prestito al Jarun fino al termine della stagione.
Rientrato alla Lokomotiva, il 1º settembre 2023 ha segnato il suo primo gol in massima divisione decidendo la trasferta contro lo Slaven Belupo terminata 1-0.
Il 18 luglio 2024 viene acquistato dal Basilea.

### Nazionale
Ha giocato con le nazionali croate Under-18, Under-19 e Under-21.

## Statistiche
aggiornato al 2 maggio 2024
| Stagione        | Squadra             | Campionato      | Campionato | Campionato | Coppe nazionali | Coppe nazionali | Coppe nazionali | Coppe continentali | Coppe continentali | Coppe continentali | Altre coppe | Altre coppe | Altre coppe | Totale | Totale | Totale |
| Stagione        | Squadra             | Comp            | Pres       | Reti       | Comp            | Pres            | Reti            | Comp               | Pres               | Reti               | Comp        | Pres        | Reti        | Pres   | Reti   |        |
| --------------- | ------------------- | --------------- | ---------- | ---------- | --------------- | --------------- | --------------- | ------------------ | ------------------ | ------------------ | ----------- | ----------- | ----------- | ------ | ------ | ------ |
| 2022-gen. 2023  | Lokomotiva Zagabria | 1.HNL           | 11         | 0          | CC              | 1               | 0               |                    | -                  | -                  |             | -           | -           | 12     | 0      |        |
| gen.-giu. 2023  | Jarun               | 1.HNL           | 5          | 2          | CC              | 0               | 0               |                    | -                  | -                  |             | -           | -           | 5      | 2      |        |
| 2023-2024       | Lokomotiva Zagabria | 1.HNL           | 26         | 8          | CC              | 4               | 0               |                    | -                  | -                  |             | -           | -           | 30     | 8      |        |
| Totale carriera | Totale carriera     | Totale carriera | 42         | 10         |                 | 5               | 0               |                    | -                  | -                  |             | -           | -           | 47     | 10     |        |

## Palmarès
- Campionato svizzero: 1

Basilea: 2024-2025
- Coppa Svizzera: 1

Basilea: 2024-2025